# Jos Versteegen
Josephus Wilhelmus Johannes (Jos) Versteegen (Panningen, 16 december 1956) is een Nederlands dichter, biograaf en vertaler. Hij is ook bekend onder de namen Robert Alquin,  Alkwin en Jacob Steege.
In 1982 debuteerde hij met Ongrijpbare jeugd, een lang homo-erotisch gedicht: in deze uitgave was het tweede gedicht van Peter Coret. Hij publiceerde vervolgens een bundeling gedichten onder de titel Het lustprieel die voor een groot deel eerder werden gepubliceerd in het Nijmeegse blad Pink. Het boek bevat voor de helft gedichten onder zijn pseudoniem Robert Alquin en voor de andere helft gedichten van Peter Coret, nom de plume van Cees van der Pluijm. In 2015 verscheen de vertaling Ballade van de aardse Jood en andere gedichten 1933-1944 van Hans Keilson.
Naast literair werk schreef hij onder andere een reisgids in de Dominicusreeks over Roemenië (1993). In  1998 verscheen van hem in diezelfde reeks Roze Amsterdam. Een culturele gids dat in hetzelfde jaar werd vertaald in het Engels ter gelegenheid van de Gay Games 1998 te Amsterdam.
In 2000 publiceerde hij de biografie De roze jonker. Floris Michiels van Kessenich, homo-activist in corps, kerk en politiek. Samen met Thijs Bartels publiceerde hij in 2005 de Homo-encyclopedie van Nederland (een uitgave die in opzet gelijk is aan het Cultureel woordenboek).
Hij was jarenlang redactiesecretaris van het tijdschrift De Tweede Ronde.
Het gedicht Vrienden dat hij schreef ter gelegenheid van Eenzame uitvaart nr.254 in augustus 2020 werd bekroond met de Ger Fritz-Prijs.